# عبد الله المقالح
عبد اللّه علي المقَالِح، برلماني ونقابي يمني سابق، من مواليد قرية المقالح، مديرية النادرة، محافظة إب. شغل العديد من المناصب السياسية والأكاديمية منها عضواً في مجلس النواب اليمني رئيس لجنة التعليم العالي والشباب بالمجلس للفترة 1993-1997، ممثلا للدائرة الانتخابية 121 بمحافظة إب عن حزب التجمع اليمني للإصلاح. شغل منصب رئيس نقابة أعضاء هيئة التدريس بجامعة صنعاء وجامعة عدن لما يزيد عن 15 عاماً. .